# Fedor Ormis ml.
Fedor Ormis ml. (19. února 1906 Bingula Srbsko – 17. března 1983 Banská Bystrica) byl slovenský právník a evangelický církevní hodnostář.

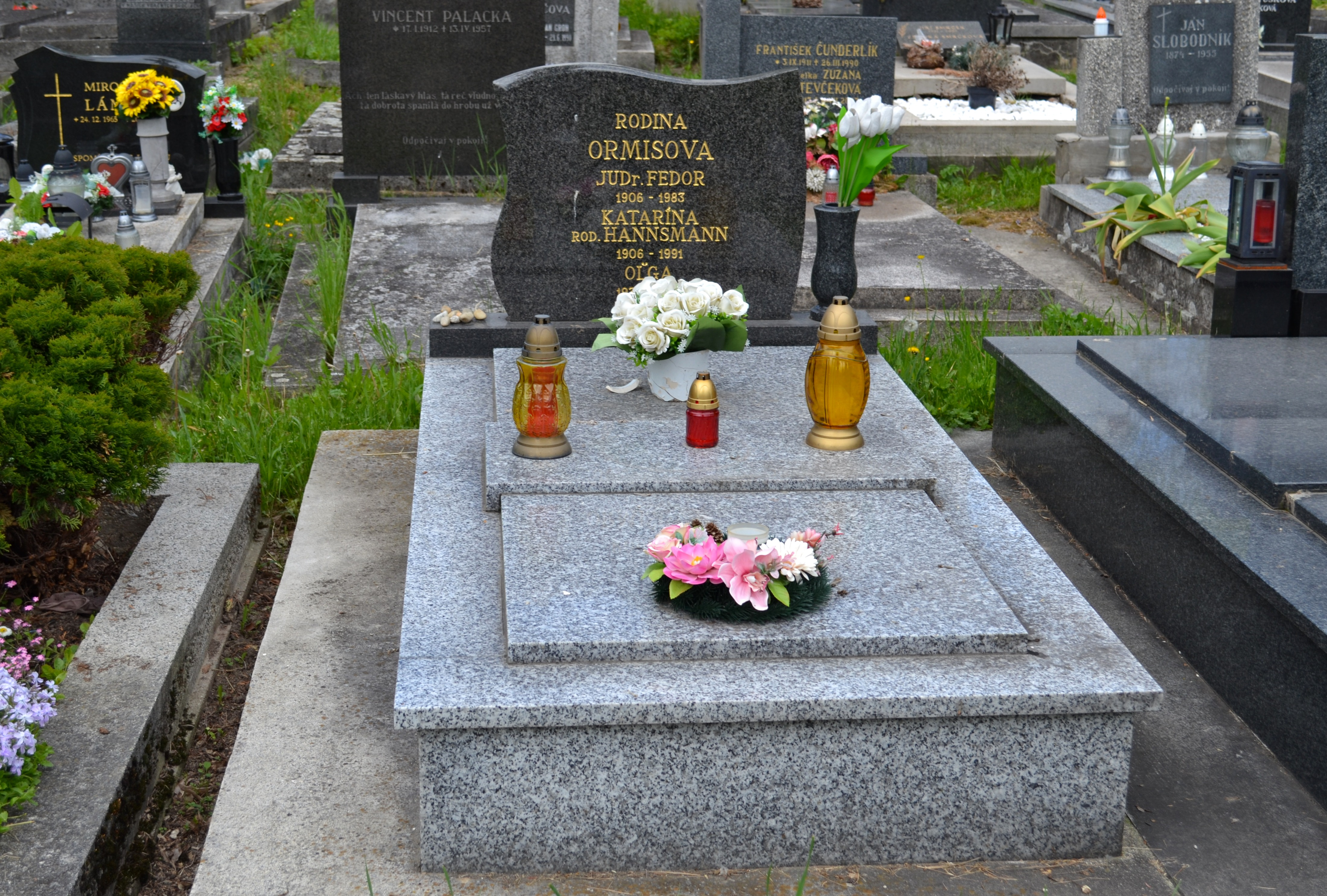
Hrob Fedora Ormisa a jeho manželky v evangelickém hřbitově v Banské Bystrici

Byl synem evangelického faráře Fedora Ormise st., vystudoval práva. Za druhé světové války se účastnil protinacistického odboje a Slovenského národního povstání.
V letech 1947–1959 byl distriktním dozorcem Západního distriktu Evangelické církve augsburského vyznání na Slovensku. Byl politicky pronásledován a pro svou angažovanost v církvi byl zbaven funkce předsedy krajského soudu a pracoval jako podnikový právník vodáren. Roku 1959 byl zbaven i církevních hodností.